# Peperomia lindleyana
Peperomia lindleyana là một loài thực vật có hoa trong họ Hồ tiêu. Loài này được DC. miêu tả khoa học đầu tiên.